# Кургатовский сельсовет
Кургатовский сельсовет — муниципальное образование в Мечетлинском районе Башкортостана.
Административный центр — деревня Кургатово.

## История
Согласно Закону о границах, статусе и административных центрах муниципальных образований в Республике Башкортостан имеет статус сельского поселения.

## Население
| 2002 | 2009 | 2010 | 2012 | 2013 | 2014 | 2015 |
| ---- | ---- | ---- | ---- | ---- | ---- | ---- |
| 648  | ↘575 | ↘515 | ↗516 | ↘507 | ↘495 | ↘470 |
| 2016 | 2017 | 2018 |      |      |      |      |
| ↗471 | ↘463 | ↘461 |      |      |      |      |

## Состав сельского поселения
| № | Населённый пункт | Тип населённого пункта          | Население |
| - | ---------------- | ------------------------------- | --------- |
| 1 | Кургатово        | деревня, административный центр | ↘278      |
| 2 | Юлаево           | деревня                         | ↘158      |
| 3 | Тимирбаево       | деревня                         | ↘79       |